# Gurbux Saini
Pour les articles homonymes, voir Saini.
Gurbux Saini (né en 1951) est un homme politique canadien de Colombie-Britannique d'origine indienne. 
Il représente la circonscription fédérale britanno-colombienne de Fleetwood—Port Kells à la Chambre des communes du Canada depuis 2025 sous la bannière du Parti libéral du Canada.